# Portrait de Tibère
Le Portrait de Tibère est une sculpture romaine découverte à Béziers (France) en 1844 avec d'autres têtes de la dynastie julio-claudienne et conservée au musée Saint-Raymond de Toulouse.

## Description
Cette tête en marbre de Carrare représente l'empereur romain Tibère (16 novembre 42 av. J.-C. - 16 mars 37 apr. J.-C.).
Elle a été datée de l'an 14 apr. J.-C., l'année de l'avènement de Tibère. C'est l'un des exemplaires les mieux conservés de ce type iconographique du tout début du règne. Le professeur d'archéologie Jean-Charles Balty dénombre quatorze répliques connues de ce type dit « de l'avènement ».
Il relève d'un type réaliste n'épargnant aucun défaut physique, à la différence des portraits idéalisés qui ont pu être faits d'Auguste.

## Expositions
Ce buste a été présenté lors de l'exposition suivante :
- exposition Claude, un empereur au destin singulier, de décembre 2018 à mars 2019 au Musée des Beaux-Arts de Lyon[2].